# Alcis subfuscaria
Alcis subfuscaria là một loài bướm đêm trong họ Geometridae.